# Graci Falisc
Graci Falisc, en llatí Gratius Faliscus, fou un poeta romà que va escriure un poema sobre caceres, del que només en queda una part i mencions en altres autors.
Ovidi, a les Epistulae ex Ponto, diu que era contemporani de Virgili, i unes línies de Manili se suposa que podrien referir-se a Falisc. És possible que el nom de Falisc atribuït a l'autor sigui una mala lectura o una mala interpretació.
La seva obra es titula Cynegeticon Liber, consta de 540 hexàmetres i exposa els atuells (arma) necessaris pel caçador i com s'han de preparar i conservar (artes armorum). Entre els estris que es necessiten, inclou, no només les xarxes, els paranys, els llaços (retia, pedicae, laquei), els dards i els venables (jacula, venabula), sinó també els gossos i els cavalls, i dedica una part a les ferides i a l'atenció dels cavalls. L'obra té un estil confús i utilitza les paraules d'una forma inusual, que lligat a la corrupció del text conservat fan difícil de vegades la interpretació. Però està ben combinada l'exposició dels temes. Tant Oppià, que va viure al regnat de Caracal·la, com Marc Aureli Olimpi Nemesià, diuen que ells van ser els primers en parlar de temes de caça, cosa que fa sospitar que aquest tractat de Falisc va ser ràpidament oblidat. L'únic manuscrit conservat el va portar des de la Gàl·lia a Itàlia Jacopo Sannazaro a principis del segle xvi.